# Sihung
Město Sihung (korejsky 시흥시 – Sihŭng si) leží na západě jihokorejské provincie Kjonggi.

## Poloha a doprava
Sihung hraničí na severu s Inčchonem a Pučchonem, na východě s Kwangmjongem a Anjangem a na jihu s Ansanem.
V Sihungu končí stanicí Oido linka 4 soulského metra, která odtud vede na severovýchod přes centrum do čtvrti Nowon. Přes Sihung také prochází železniční trať Suwon - Inčchon vedoucí ze Suwonu do Inčchonu, která se rovněž počítá do sítě soulského metra.

## Dějiny
V období tří království Koreje patřil Sihung do království Pekče, než jej v roce 475 dobylo království Kogurjo.